# George Porter
George Porter OM, FRS (Stainforth, 6 de dezembro de 1920 — Canterbury, 31 de agosto de 2002) foi um químico britânico.
Conjuntamente com Ronald Norrish e Manfred Eigen, foi agraciado com o Nobel de Química de 1967 pelos seus estudos de reacções químicas extremamente rápidas, afetando o equilíbrio por meio de pulsos de energia muito curtos.